# Marius Mercator
Pour les articles homonymes, voir Mercator.
Marius Mercator (né probablement en Afrique du Nord vers 390 ; mort peu après 451) est un auteur ecclésiastique chrétien de l'Antiquité tardive.
En 417 ou 418, il est à Rome où il écrit deux traités anti-pélagiens, qu'il envoya à Augustin d'Hippone. De 429 à 448, il réside à Constantinople. 
Ses travaux, surtout composés de traductions et compilations d'extraits d'écrivains hérétiques comme de théologiens grecs orthodoxes furent édités par Jean Garnier (Paris, 1673), réimprimés par Jacques Paul Migne (Patrologia Latina, XLVIII, Paris, 1846). Ils furent également édités par Étienne Baluze (Paris, 1684), réimprimés après correction par Andrea Gallandi dans Bibliotheca veterum Patrum, VIII (Venise, 1772), 613-738. Ses traités, Commonitorium super nomine Cælestii, Commonitorium adversus hæresim Pelagii et Cælestii vel etiam scripta Juliani, sont anti-pélagiens. Ces derniers ont été à l'origine de l'expulsion de Julien d'Eclane et Célestius de Constantinople et de leur condamnation à Éphèse en 431.
Contre les nestoriens il écrivit Epistola de discrimine inter hæresim Nestorii et dogmata Pauli Samosateni, Ebionis, Photini atque Marcelli et Nestorii blasphemiarum capitula XII. 
Parmi ses travaux de traduction on peut citer des extraits d'écrits de Cyrille d'Alexandrie, Nestorius, Théodore de Mopsueste, Theodoret ou encore Pelagius.